# Good Luck (EP d'AOA)
Pour les articles homonymes, voir Good Luck.
Albums de AOA
Ace of Angels
(2015)
Singles
1. Good Luck
Sortie : 16 mai 2016

Good Luck est le quatrième mini-album du girl group sud-coréen, AOA. Il est sorti le 16 mai 2016 sous FNC Entertainment et distribué sous LOEN Entertainment.

## Liste des pistes
| 1.    | Good Luck                               | Jang Yeon Jeong, Innovator, Han Seong Ho | Matthew Tishler, Aaron Benward, Felicia Barton                                                | 3:07 |
| 2.    | 10 Seconds                              | Shin Jimin, Kim Jae Yang, Park Isu       | Linnea Mary Han Deb, Joy Neil Mitro Deb, Anton Malmberg Haard Af Segerstad, Jennifer Decilveo | 3:56 |
| 3.    | Cherry Pop                              | Misfit, Innovator, Han Seong Ho          | Hyuk Shin, DK, Mher Filian, Naz Tokio, Melanie Fontana, Christina Grimmie                     | 3:16 |
| 4.    | Crazy Boy                               | Shin Jimin, Han Seong Ho                 | Kim Do Hoon, Lee Sang Ho                                                                      | 3:29 |
| 5.    | Still Falls the Rain (Version coréenne) | Shin Jimin, Seo Yong Bae                 | Han Seung Hoon, Seo Yong Bae                                                                  | 3:17 |
| 17:05 |                                         |                                          |                                                                                               |      |

## Classement
| Classement                 | Meilleure position |
| -------------------------- | ------------------ |
| Gaon Album Chart (weekly)  | 2                  |
| Gaon Album Chart (monthly) | 10                 |